# Осташево (Рыбинский район)
Осташево — деревня Огарковского сельского поселения Рыбинского района Ярославской области.
Деревня расположена непосредственно на федеральной автомобильной дороге Р104 на участке Рыбинск—Пошехонье. Деревня удалена на расстояние 30 км от Рыбинска. Ближайшая деревня в сторону Рыбинска деревня — Лаврентьево (2 км), в сторону Пошехонья — Милюшино (2 км между центрами и 250 м между околицами). К востоку от деревни начинается ручей Татьянка, который в центре деревни пересекает дорогу Р-104 и далее течёт на запад, после чего впадает в Рыбинское водохранилище.
Село Осташева обозначено на плане Генерального межевания Рыбинского уезда 1792 года.
На 1 января 2007 года в деревне числилось 30 постоянных жителей. Деревня обслуживается почтовым отделением в Милюшино, расположенном на дороге в сторону Пошехонья, к северу. Деревня имеет основную улицу, ориентированную вдоль дороги, длина которой более 1 км. По почтовым данным в деревне 48 домов.